# Kent Andersson
Kent Andersson (Landvetter, 1 de agosto de 1942 –– Landvetter, 29 de agosto de 2006) foi um motociclista sueco, bicampeão do mundo nas 125cc.
Andersson foi um dos grandes nomes no mundial de velocidade entre o final dos anos 1960 e meados dos anos 1970. Iniciou sua trajetória em 1966, com a Husqvarna, após terminar campeão sueco no ano anterior, disputando corridas nas 250cc e 350cc. Voltaria em 1968 para uma corrida com a MZ nas 125cc, e mais três nas 250cc com a Yamaha, obtendo seu primeiro pódio, no GP da Alemanha. Em 1969 e 1970 disputaria o título nas 250cc, ficando em segundo e terceiro, respectivamente. Com uma temporada mais apagada em 1971, ficaria próximo do título novamente em 1972, terminando com o vice-campeonato nas 125cc para o grande Ángel Nieto. Já em 1973 conseguiria seu primeiro título mundial, nas 125cc, se tornando o primeiro, até hoje único, piloto sueco campeão mundial de motovelocidade. No ano seguinte, 1974, obteria seu bicampeonato na competição, ficando em terceiro em 1975, seu último ano na competição.